# Musée argentin des sciences naturelles

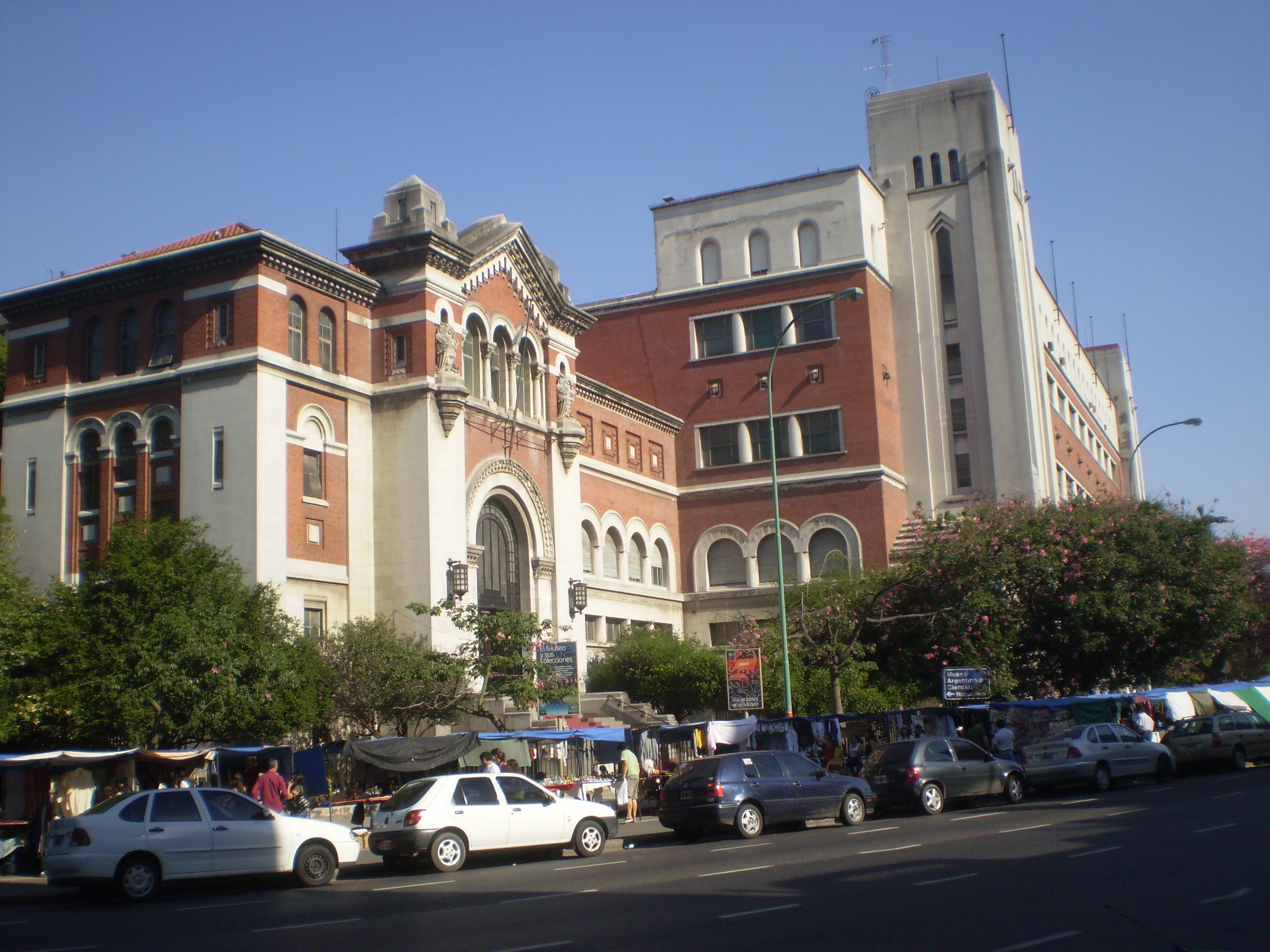
Façade du Musée.

Le Musée argentin des sciences naturelles (en espagnol, Museo Argentino de Ciencias Naturales Bernardino Rivadavia) est le musée d'histoire naturelle de rang national de l'Argentine. Il est situé à Buenos Aires, la capitale du pays.
Proposé par Bernardino Rivadavia dès 1812 et ouvert en 1826, le Museo Argentino de Ciencias Naturales Bernardino Rivadavia est le deuxième musée d'histoire naturelle en importance du pays après le musée de La Plata (en).
En plus d'héberger le Natural Sciences Institute, le Musée possède treize salles d'expositions permanentes, dont un aquarium, un exbibit de spécimens recueillis aux nombreuses stations de recherche en Antarctique argentin, une collection de météorites trouvées en Argentine, une section consacrée à la paléontologie présentant notamment des fossiles de Carnotaurus, Eoraptor, Herrerasaurus, Patagosaurus, Glyptodon, Macrauchenia, Megatherium et Smilodon. On y retrouve également un auditorium, une galerie d'art, une bibliothèque et un café.

## Histoire
Le Musée est proposé par Bernardino Rivadavia avant le premier triumvirat de 1812. L'année suivante, le Musée reçoit du matériel par Bartolomé Muñoz. Cependant, les événements de l'époque retardent le projet jusqu'en 1823, au moment où Rivadavia, membre du cabinet du gouverneur Martín Rodríguez, propose de construire un édifice dédié au Musée. 
Le Musée d'origine ouvre ses portes en 1826. Il est situé dans le quartier Monserrat , dans le centre-ville de Buenos Aires, dans une salle du couvent de Santo Domingo rendue disponible à la suite de l'expulsion de Buenos Aires de l'ordre des Prêcheurs. Rivadavia surveille attentivement la construction de l'institution, la première du genre en Amérique du Sud[réf. souhaitée]. Il engage le botaniste Carlos Ferraris comme premier directeur de l'institution.
Le Musée ouvre avec une collection composée notamment de quelque 800 animaux et 1 500 minéraux. Rivadavia engage également l'astronome italie Ottaviano Fabrizio Mossotti, qui construit les premiers observatoire astronomique, station météorologique et laboratoire de physique expérimentale de la nation. Il travaillera à l'institution de 1828 à 1835. Les travaux du Musée seront consultés par un nombre grandissant de chercheurs, dont Alexander von Humboldt, qui demandera plusieurs études météorologiques au nom de l'Institut de France.

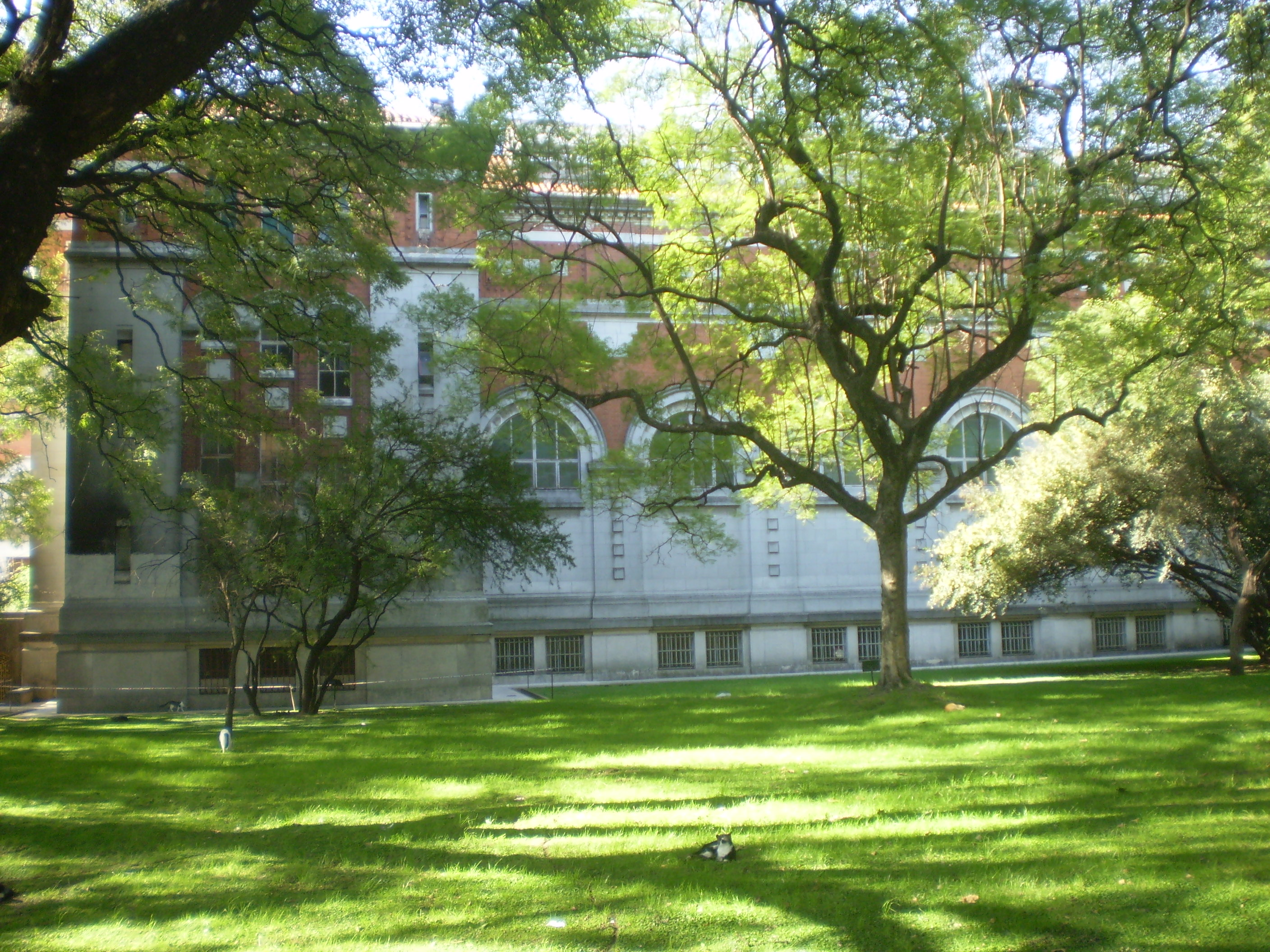
Extérieur du National Natural Sciences Institute.

L'arrivée au pouvoir du gouverneur Juan Manuel de Rosas mène à la décroissance de l'institution. Grand dévot, Rosas redonne le couvent aux Prêcheurs en octobre 1835, forçant ainsi le Musée à se relocaliser dans des locaux adjacents plus petits. Une bonne partie de l'équipement et des recherches sont perdues lors du déménagement. Ferrari et Mossotti retournent en Italie.
Le renversement de Rosas en 1852 aide à la création de l'association des Amigos del Museo Argentino de Ciencias Naturales. Cette dernière amène le Musée à déménager à la Manzana de las Luces en 1854. Le rétablissement du Musée amène le naturaliste allemand Hermann Burmeister à rester à Buenos Aires. Recommandé par Humboldt, Burmeister sera engagé comme directeur en 1862. En 1870, avec la participation de l'université de Buenos Aires et de l'Académie des sciences naturelles, il fondera la Société argentine de paléontologie à Córdoba.
Le premier directeur argentin du Musée sera Florentino Ameghino. Il étendra le Musée aux bâtiments l'entourant, mais ces derniers demeurent inadéquats pour les besoins de l'institution. Le point sera défendu par le directeur Martín Doello-Jurado, qui confirmera, en 1925, une autorisation du Congrès argentin pour la construction de nouvelles installations. Construites dans la partie ouest de Parque Centenario (en), la première aile du nouveau Musée sera ouverte en 1929. L'inauguration sera faite en 1937. 
Une partie de la collection du Musée sera transférée au musée ethnographique de l'université de Buenos Aires lors d'un remaniement du milieu académique national sous l'administration du président Juan Perón. Doello-Jurado sera renvoyé en 1946 et on ordonnera la construction d'une annexe au Musée en 1948 afin d'accueillir le National Natural Sciences Institute. 
En 1996, le Musée est transféré sous la direction du Consejo Nacional de Investigaciones Científicas y Técnicas (acronyme CONICET).

## Galerie

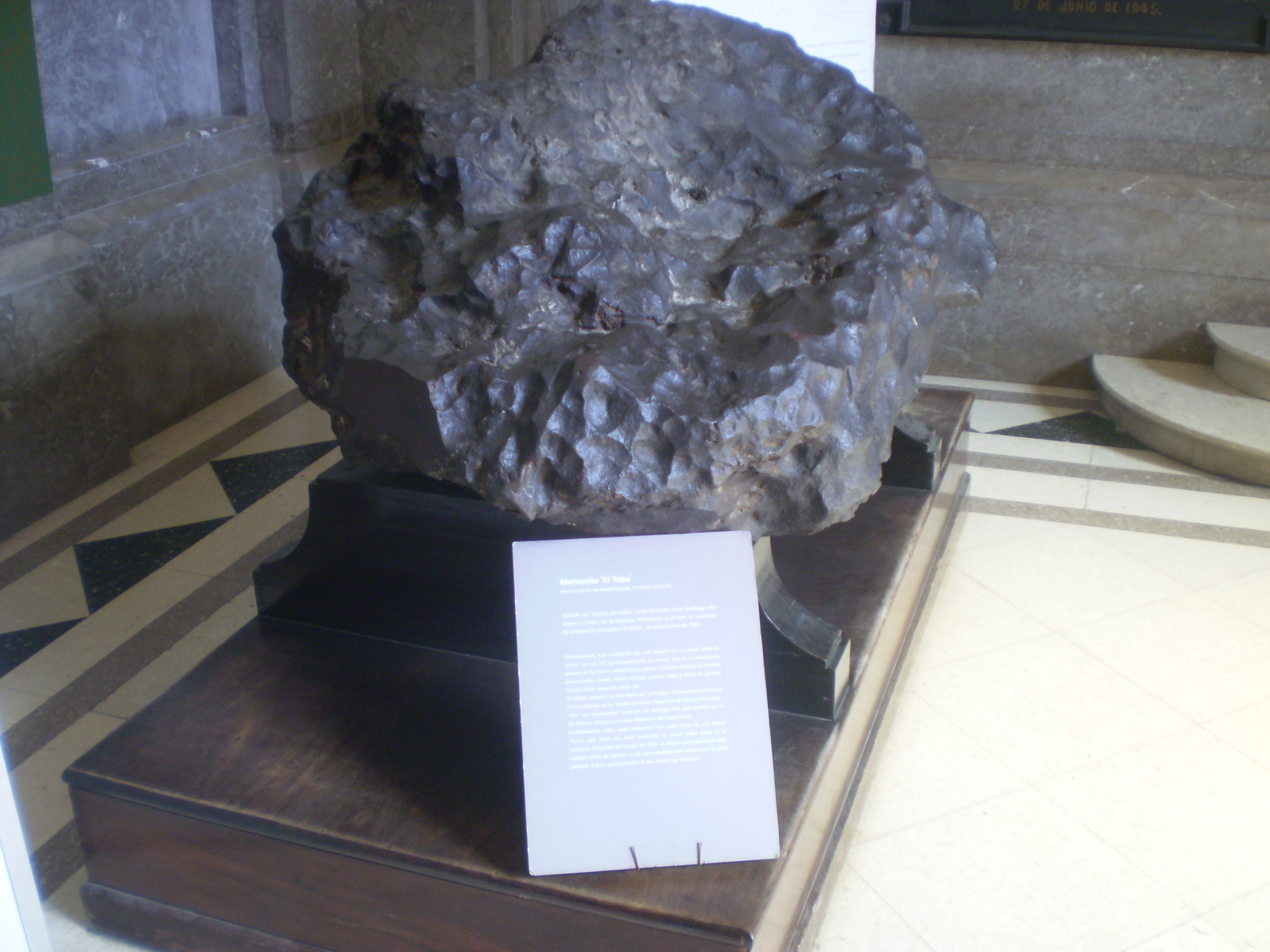
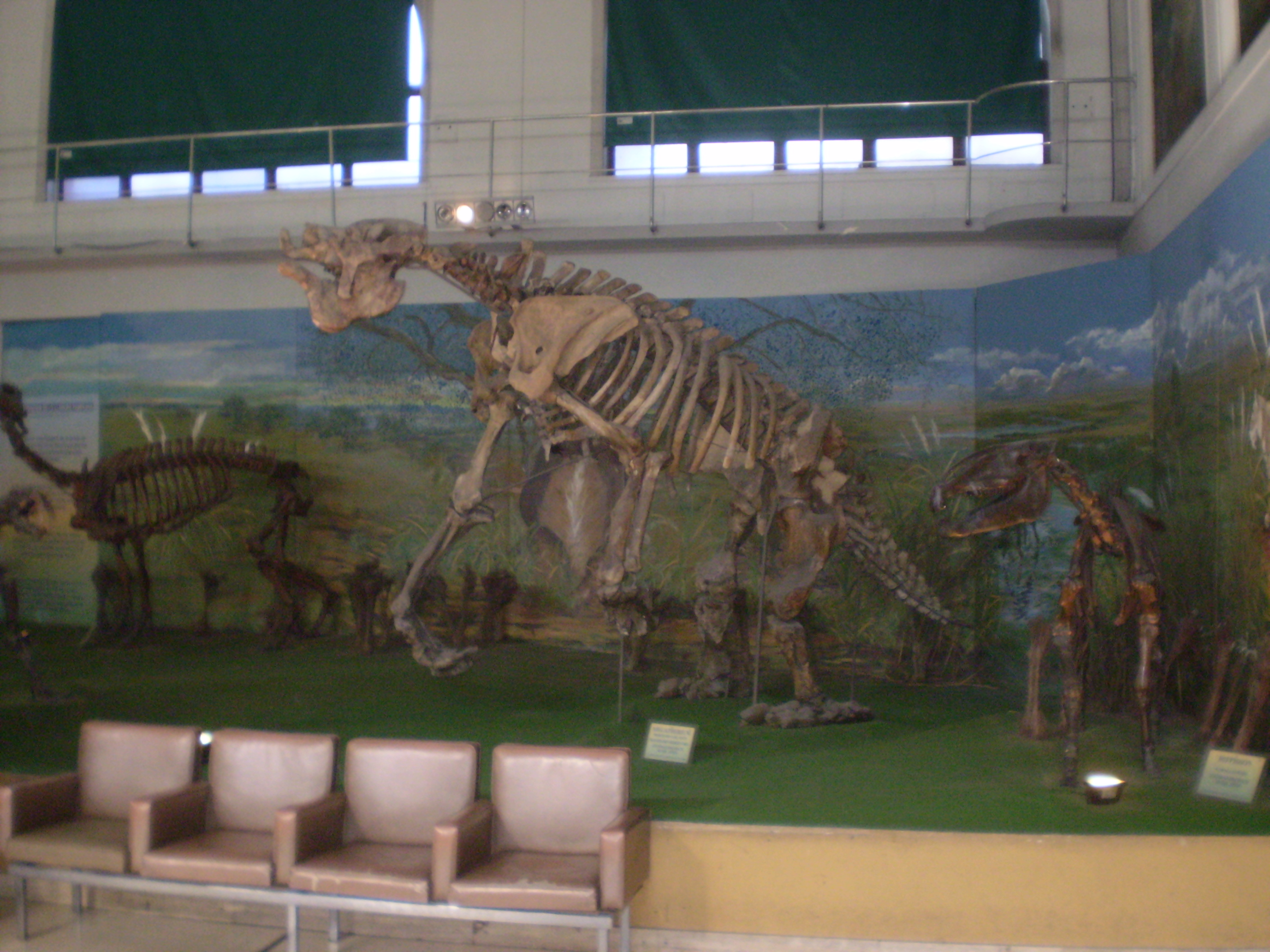
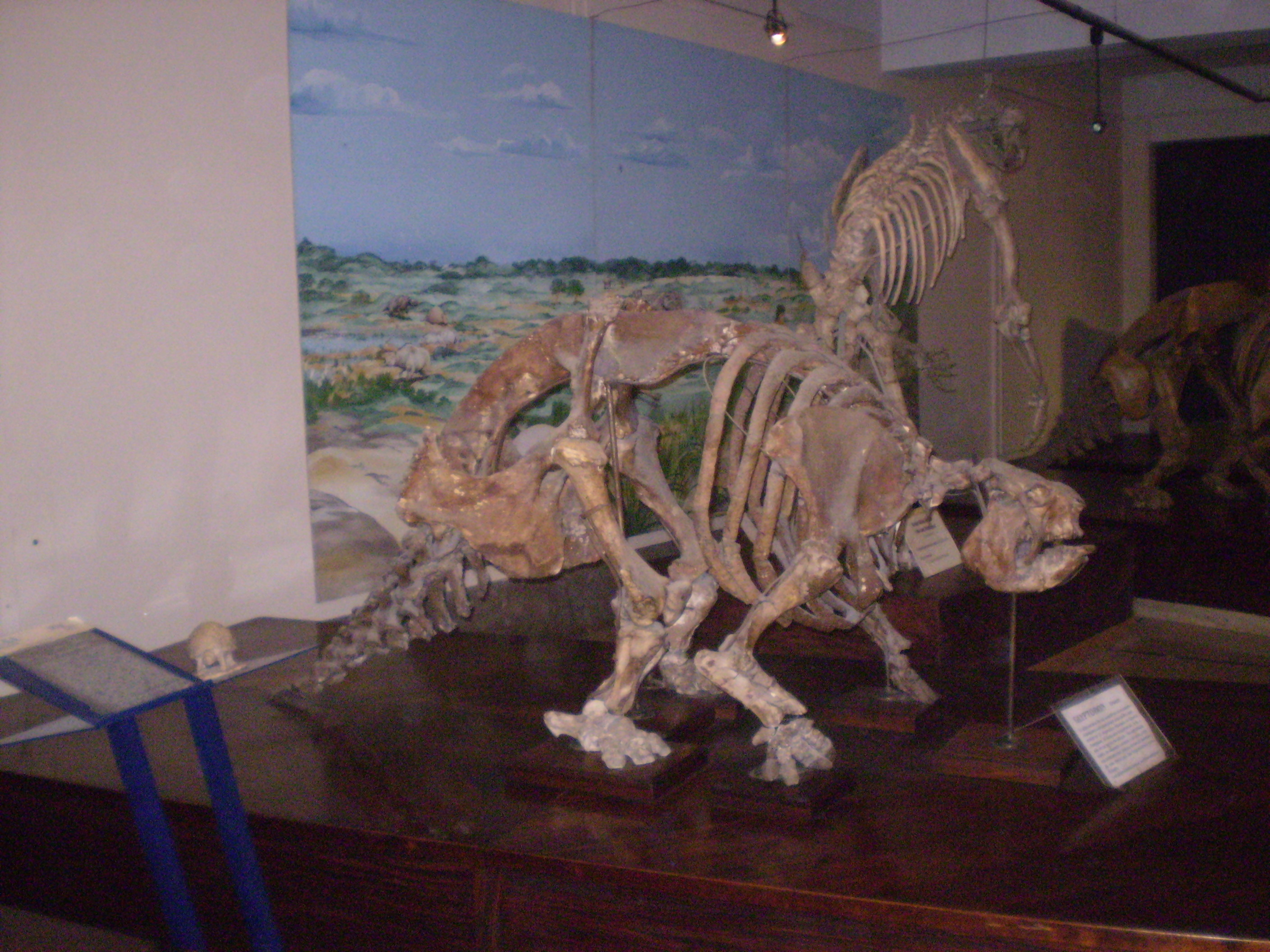
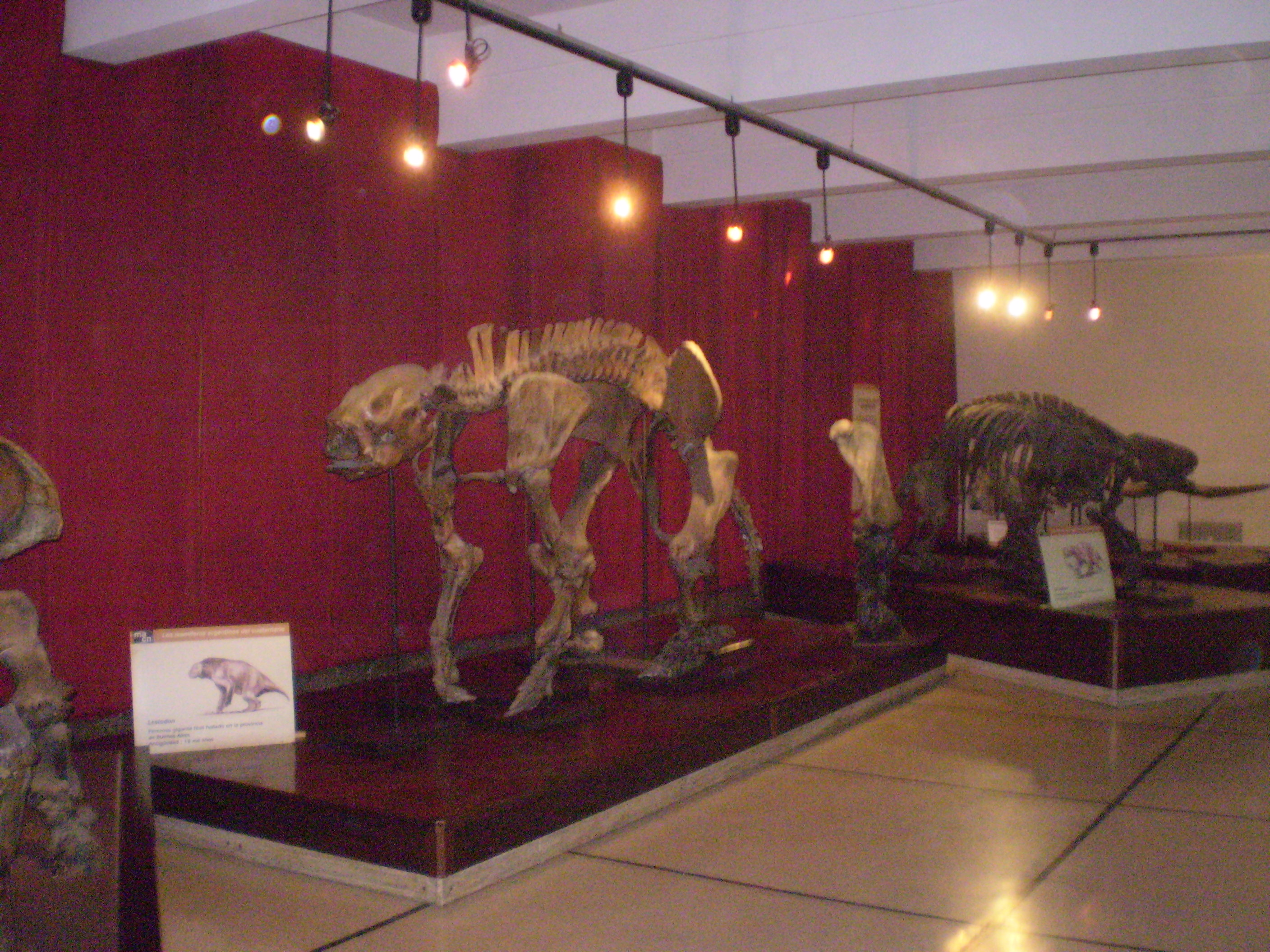
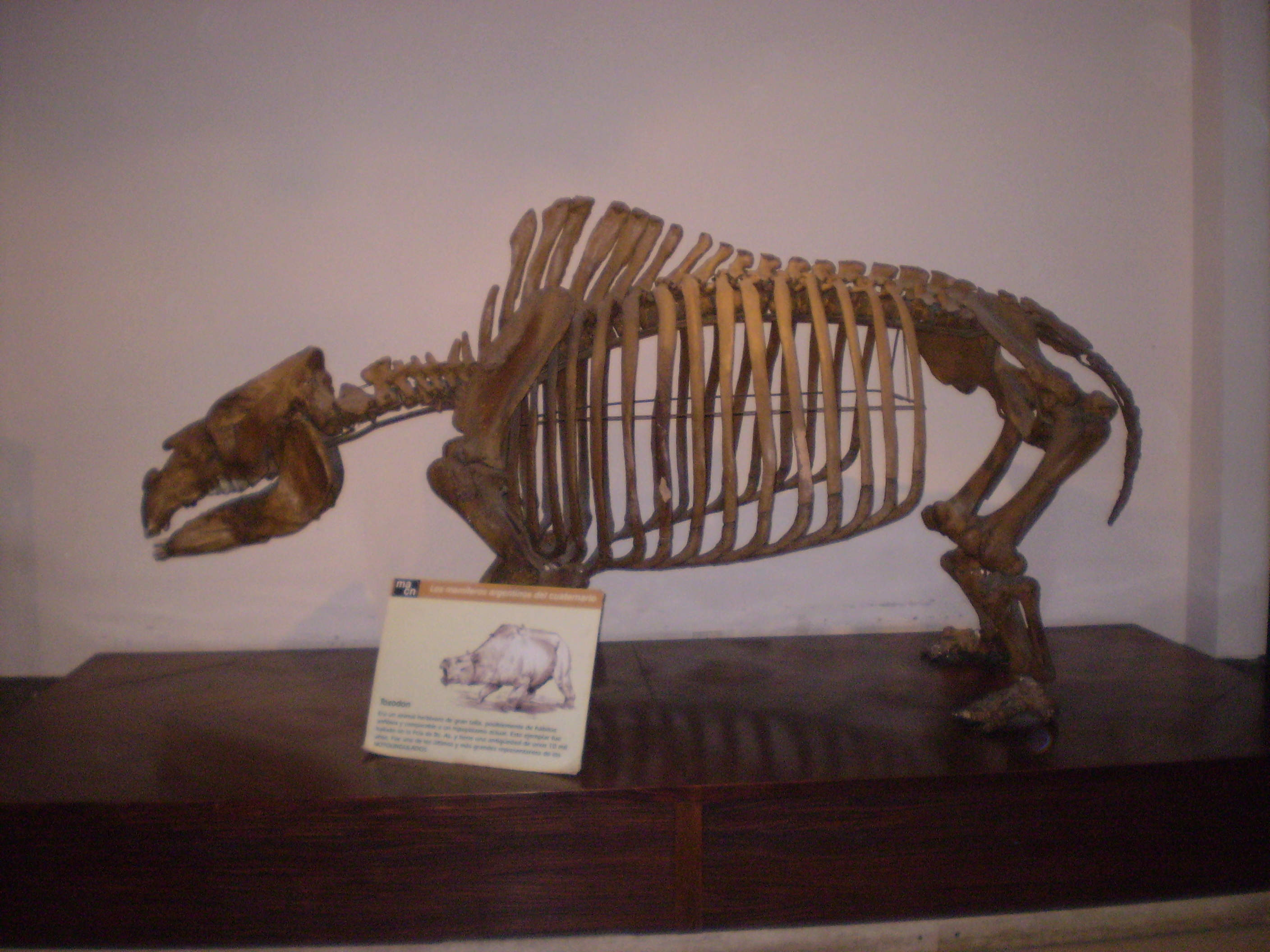
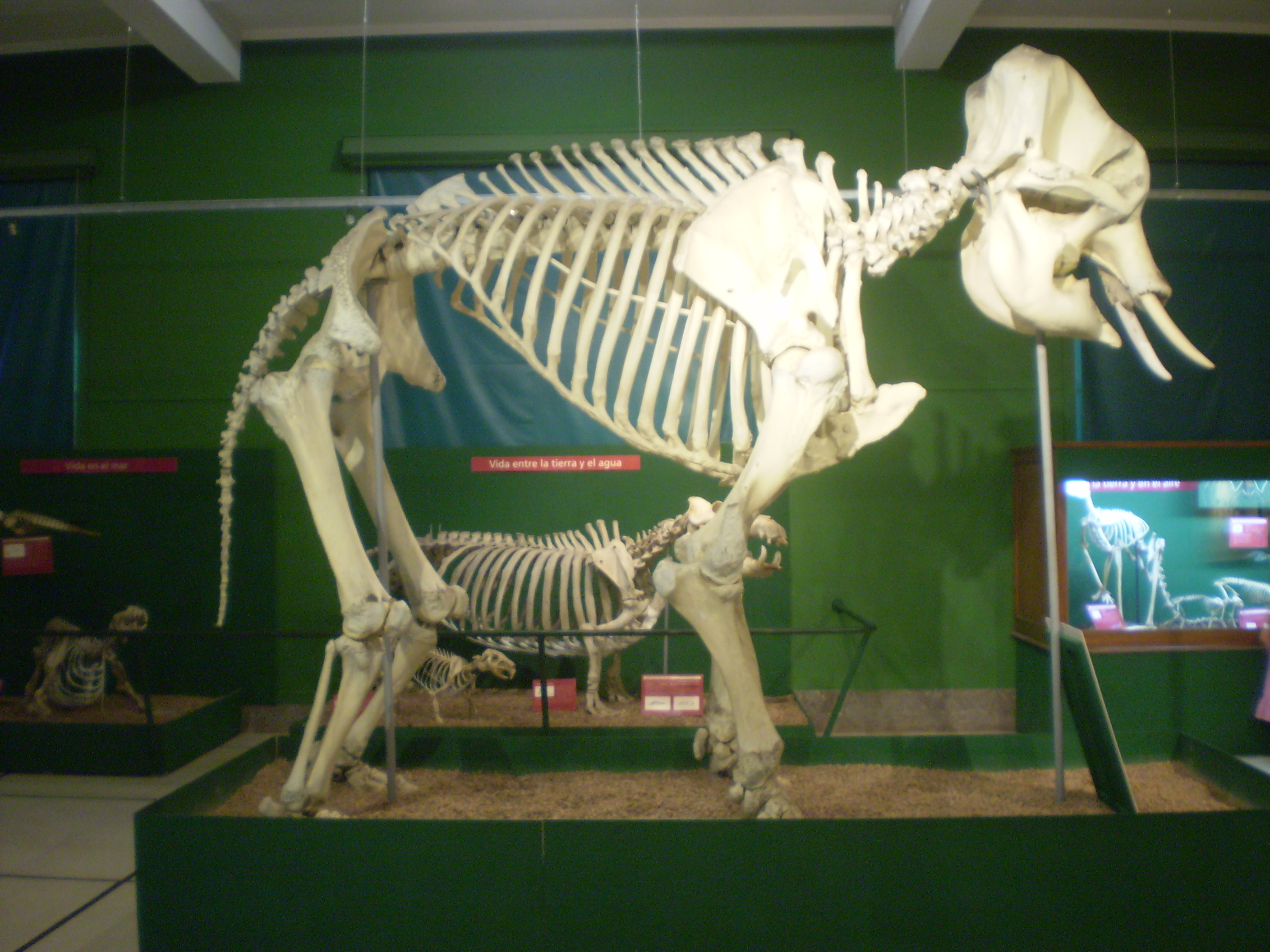
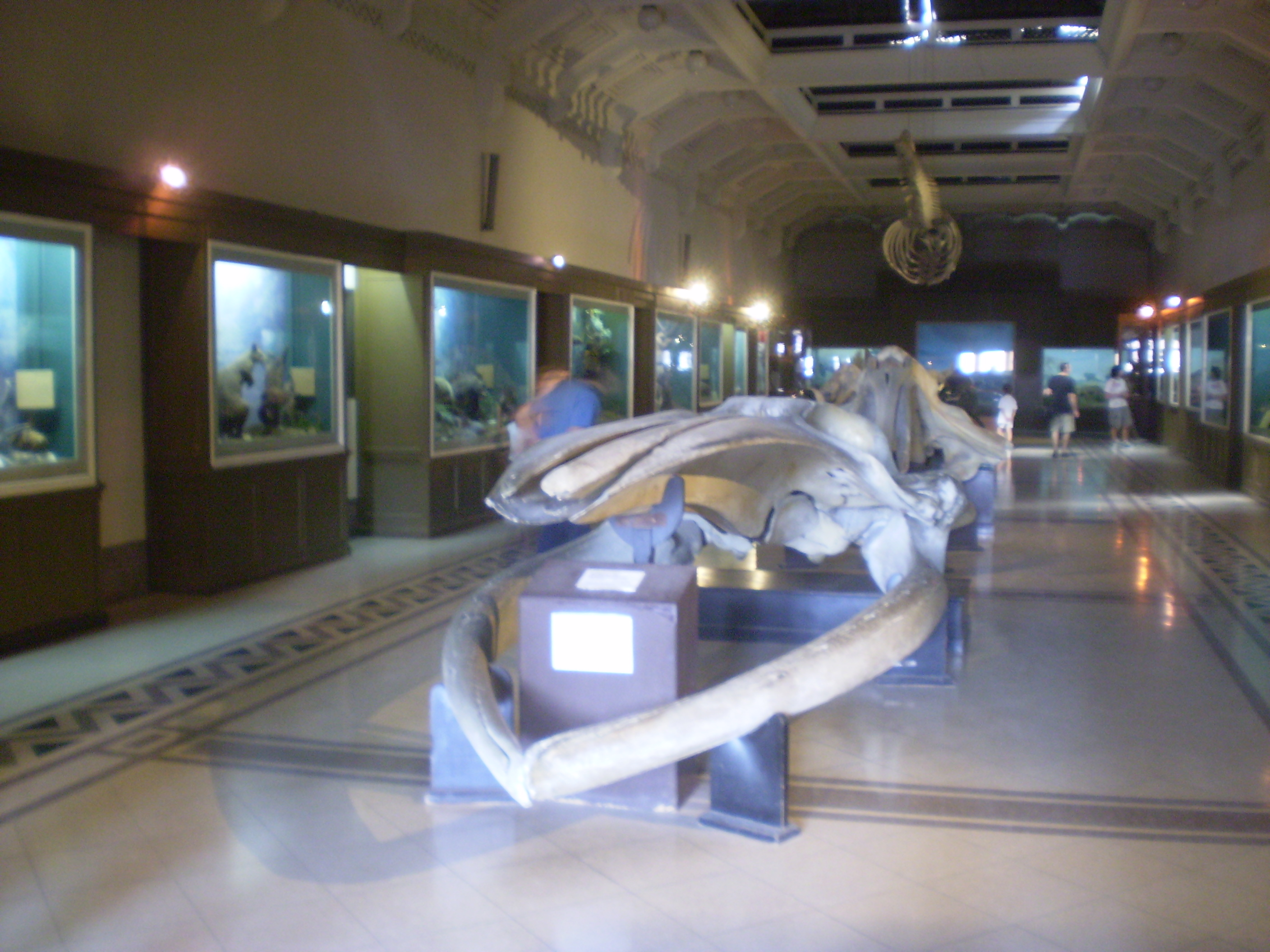
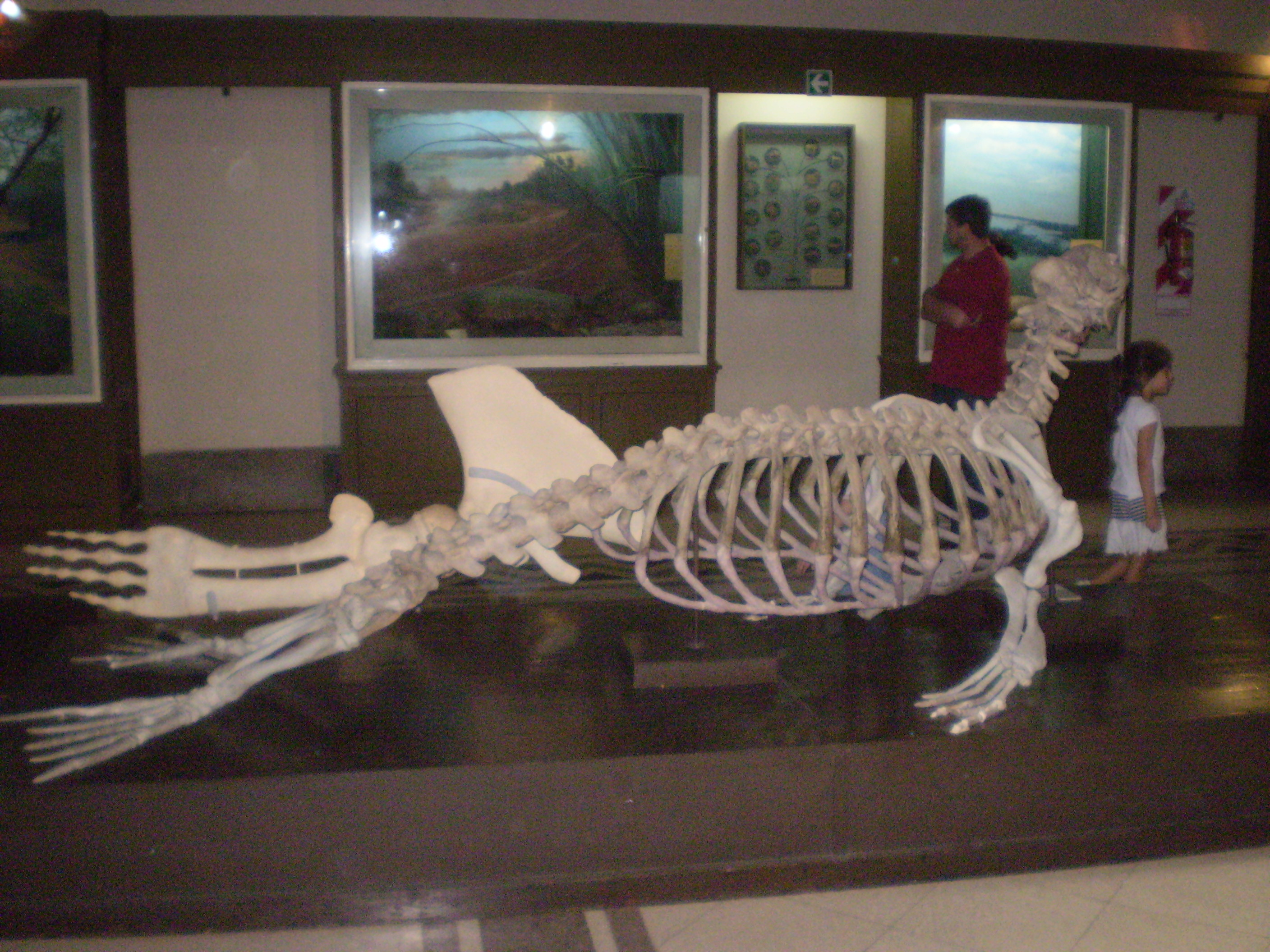
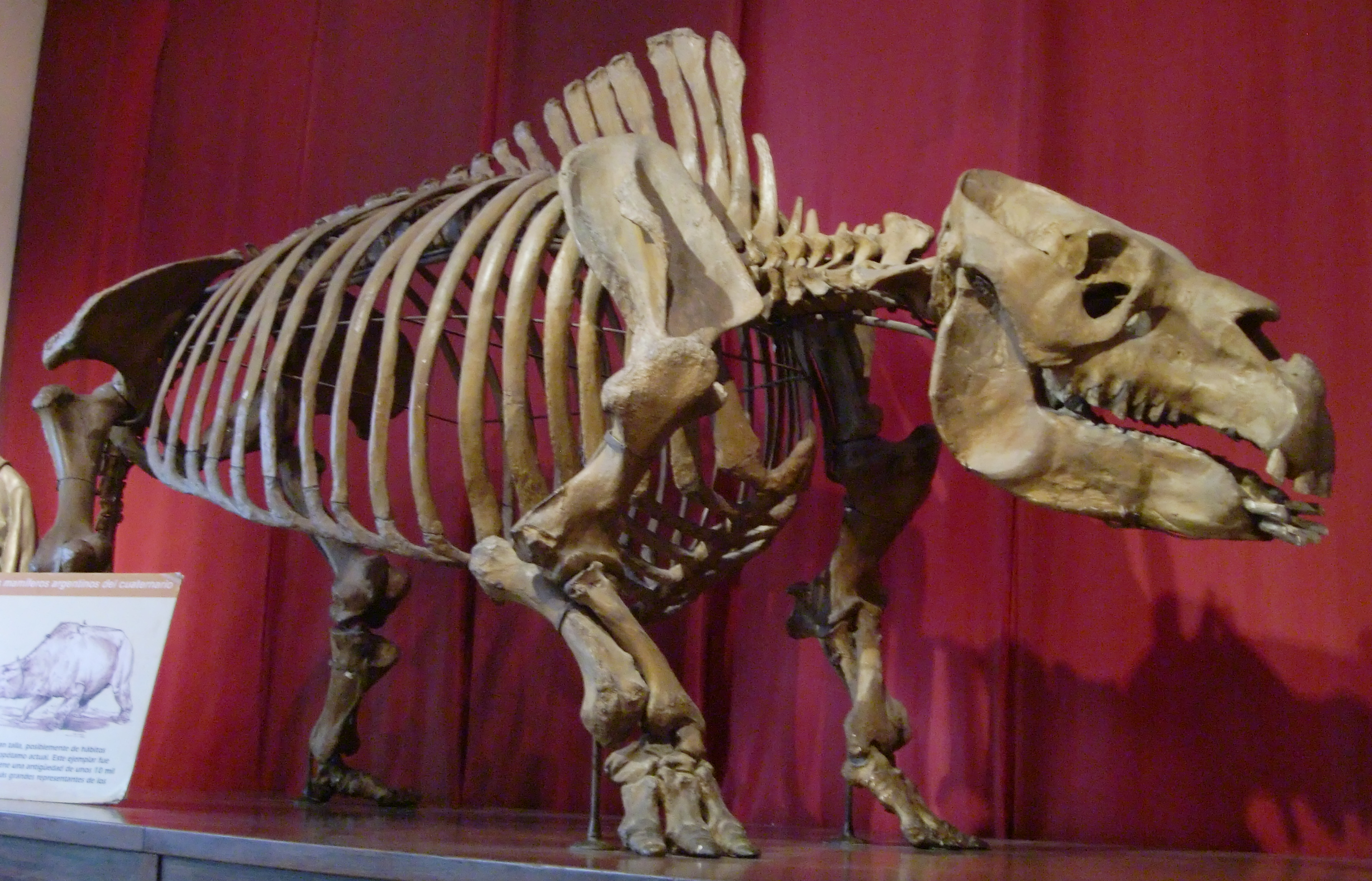